# Xã Shelby, Quận Brown, Nam Dakota
Xã Shelby (tiếng Anh: Shelby Township) là một xã thuộc quận Brown, tiểu bang Nam Dakota, Hoa Kỳ. Năm 2010, dân số của xã này là 96 người.